# 顿岗镇
顿岗镇，是中华人民共和国广东省韶关市始兴县下辖的一个乡镇级行政单位。

## 行政区划
顿岗镇下辖以下地区：
顿岗社区、贤丰村、大村、围下村、七北村、寨头村、总村、周所村、高留村、千净村、宝溪村和石坪村。